# Johan Marenius Nordahl
Johan Allan Marenius Nordahl, född 29 april 1993 i Lerum, är en svensk skådespelare. Han är bland annat känd för att spela rollen som Peter Bäckström i TV-serien Jägarna.

## Bakgrund
Nordahl är uppvuxen i Lerum utanför Göteborg och utbildade sig till skådespelare på Teaterhögskolan i Malmö mellan 2014 och 2017. Efter sin tid i Malmö flyttade han till Stockholm och har sedan dess haft flera roller i stora svenska TV-serier. 
Han har även arbetat på flertal scener såsom Kulturhuset Stadsteatern i Stockholm, Uppsala Stadsteater, Örebro Teater, Teater 23, Västerbottensteatern, Västmanlands Teater och Teater Västernorrland.

## Filmografi
- 2018 – Kommissarien och havet (TV-serie)
- 2018–2021 – Jägarna (TV-serie)
- 2019–2022 – Gåsmamman (TV-serie)
- 2019 – Vår tid är nu (TV-serie)
- 2020–2023 – Ugglehuset (TV-serie) (röstroll)
- 2021 – Star Trek: Prodigy (TV-serie) (röstroll)
- 2021 – Pappas pojkar (TV-serie)
- 2023 – Tandfen i trubbel (röstroll)

## Teater

### Roller
| År   | Roll                                                             | Produktion            | Regi         | Teater                   |
| ---- | ---------------------------------------------------------------- | --------------------- | ------------ | ------------------------ |
| 2025 | Baron Gottfried van Swieten Wolfgang Amadeus Mozart (understudy) | Amadeus Peter Shaffer | Sunil Munshi | Kulturhuset Stadsteatern |